# Калач
Кала́ч, кола́ч — білий обрядовий хліб особливої форми, випечений із крученого й переплетеного тіста. Випікають з вчиненого тіста, як правило, плетеним з трьох-чотирьох качалочок. Часто в калачів посередині дірка. У Сербії та Угорщині калач використовують як Великодній хліб (відповідно серб. ускршњи колач та угор. fonott kalács).

## Етимологія
Схожі назви обрядового хліба існували в інших слов'янських народів: біл. і рос. калач, болг. колач («коровай»), серб. колач/kolač, словен. kolác, чеськ. kolač, словац. koláč, пол. kołacz). Давнішою формою є колач (д.-рус. колачь, прасл. *kolačь) — ця назва круглого хліба походить від *kolo («колесо», «коло»). Зміна [o] на [a] відбулась внаслідок асиміляції [o] перед наступним складом з наголошеним [ɑ] (як у словах «багатий», «гарячий», «кажан», «хазяїн»)..

## Історія
Калач в деяких регіонах України виконує функцію короваю. Інколи, його випікають маленьким (розміром з кулак) — тоді він виконує роль шишок[джерело?].
Цікаві звичаї, які стосуються весільних калачів. Ними обмінювалися роди, маленькими калачами запрошували на весілля (так само, як шишками). На Херсонщині молода крізь дірку в калачі дивилася на молодого, коли він приходив забирати її до себе[джерело?].
Калачі печуть також і на хрестини (Поділля, Карпати), на Великдень та Різдво.
Українські колачі виготовляють, сплітаючи тісто з пшеничного борошна у кільцеподібні або довгасті форми. Вони є символом удачі, благополуччя та доброї щедрості, і їх традиційно готують на Свят-Вечір (Святу Вечерю), український ритуал напередодні Різдва.
На різдвяний калачах складаються три плетені короваї різних розмірів, що представляють Трійцю. Кругла форма хліба символізує вічність. Коли його подають як частину різдвяної вечері, у центрі витончено заплетених хлібів ставлять свічку, але хліб не можна їсти до Різдва, оскільки дотримання Різдвяного посту вимагає утримання від яєць до півночі напередодні Різдва.
На похорони хліби приносять до церкви на Божественну Літургію, щоб їх благословляли, а потім подавали скибочками зі свіжими фруктами як символ добра, яке робив покійний за своє життя. Точні звичаї різняться, але, як приклад, три хліби прикрашають трьома яблуками, трьома апельсинами та виноградом, у центрі знаходиться свічка. Іноді дають невеликий індивідуальний коровай.
В околицях Києва було прийнято, щоб акушерка дарувала батькам калач як частину благословення на родючість. Калачі також використовували в похоронних церемоніях. Як і в Галичині та на Буковині, їх дарували діти своїм хрещеним батькам на церемонії, яка називалася кола́чинами або кола́чанням.
Музей хліба у Львові, містить безліч прикладів складно сплетених калачів, пасок та бабок.

## Калач сирний
Колач сирний круглої форми, має отвір посередині. Він ліпиться з овечого сиру а потім вариться в олії. Страва була частиною весільних обрядів.

## В інших народів

### Угорська традиція
Угорський калач (угор. kalács) — солодкий хліб, дуже схожий на бріош, який зазвичай випікають у плетеній формі і традиційно вважають великодньою їжею. До кінця XIX століття приготування калача було подібним до приготування повсякденного хліба; різниця полягала у формі та використанні борошна кращої якості. Тепер калач готують із тіста з доданням молока та яєць. Його випікають у печі або цегляній печі, іноді безпосередньо на черені цегляної печі або на деці.
Калач є частиною традиційного великоднього меню в Угорщині, яке часто освячують разом із шинкою в католицьких церквах. У районі Сегеда на День усіх святих випікали калач без начинки, який називали «Калачем усіх святих» і віддавали жебракам біля воріт кладовища. Також калач отримували жебраки, які молилися біля брами кладовища на Житньому острові, щоб не дати померлим повернутися. Віддавати калачі жебракам — це християнська форма язичницької традиції лікування померлих.

### Румунська традиція

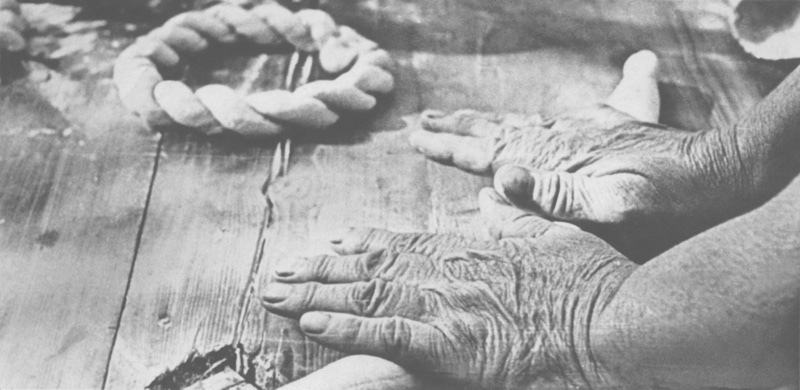
Створення калачів

Традиційний румунський та молдавський колач (рум. colac, множина colaci) — це плетений хліб, який зазвичай роблять для особливих випадків або свят, таких як Різдво, Великдень, весілля та похорони. Це традиційний звичай румунського сільського суспільства, напередодні Різдва збиратися групами, ходити в різні будинки та співати колінди, традиційні колядки. У деяких селах вони йдуть спочатку до будинку голови, а потім до будинку вчителя, тоді як в інших районах немає заздалегідь встановленого порядку. Потім сім'ї запрошували їх до господи і дарували їм різні маленькі подарунки, такі як горіхи, сухофрукти та колачі.

### Російська традиція

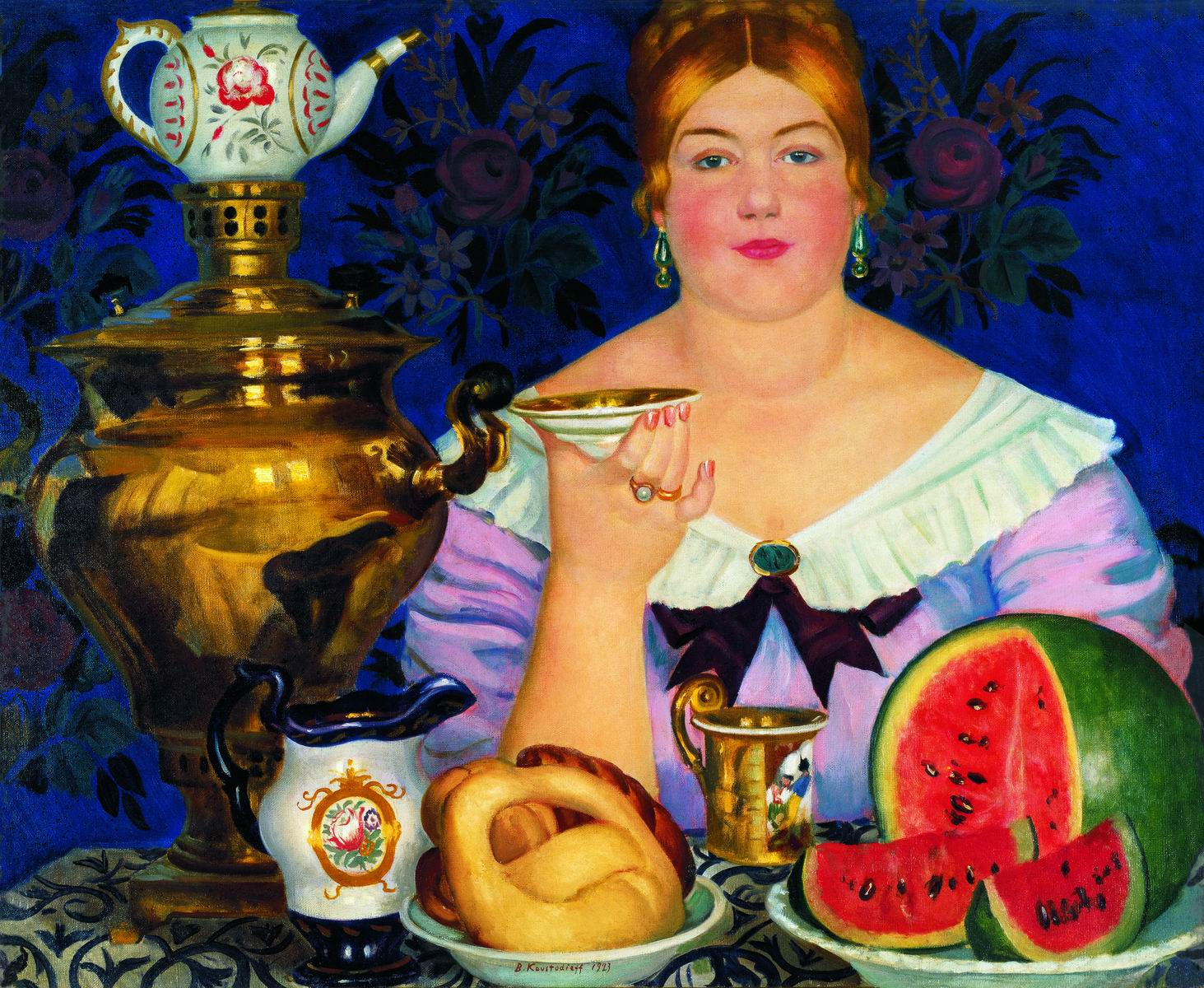
Борис Кустодієв. Купчиха за чаєм, 1923 р. Калач у вигляді гирі зображений так, як це було поширено в центральній та північній частинах Росії.

У сучасній російській мові словом калач називають певний вид витого білого хліба. Історично «калач» означав будь-який вид білого хліба, і доти, як увійшли до використання сучасні методи подрібнення пшениці, білий хліб вважався делікатесом.
Калач зазвичай схожий на коло, але одна його частина значно тонша, а інша товща. Традиційне пояснення полягає в тому, що тоншу частину використовували як «ручку», тому калач могли їсти навіть працівники, які не мали часу помити руки. Після їжі ручку викидали або давали бідним. Оскільки лише зневірені люди їли викинуті ручки, звідси, як вважається, походить російська приказка «опуститься до ручки» («дойти до ручки»), тобто «по саме нікуди».

#### Культурна спадщина
У російській мові замість калачник (виробник або продавець калачів) часто казали калашник: через ефект сандхі. Від обох варіантів назви професії походять прізвища Калачников і Калашников.

## Приказки
- Нагодують калачем, та і в спину рогачем[17]
- Плети йому калачі, а він тобі лапті
- Калачем не заманити — не привабити ніякою принадою